# ديريك غاستون
ديريك غاستون (بالإنجليزية: Derek Gaston)‏ (18 أبريل 1987 بغلاسكو في المملكة المتحدة - ) هو لاعب كرة قدم بريطاني في مركز حراسة المرمى. لعب مع نادي ألبيون روفرز ونادي غرينوك مورتون.

## وصلات خارجية
- ديريك غاستون على موقع قاعدة بيانات كرة القدم.إي يو (الإنجليزية)
- ديريك غاستون على موقع Soccerbase.com (لاعب) (الإنجليزية)